# Saša Pukl
Saša Pukl (Maribor, Eslovenia, 25 de octubre de 1970) es un árbitro de baloncesto esloveno de la FIBA.

## Trayectoria
Empezó a arbitrar en 1986, pero no fue hasta 1995 que fue designado árbitro profesional. Entre su larga carrera ha dirigido: Juegos Olímpicos en 2012, Campeonatos del mundo de baloncesto 2006 y 2010, Eurobasket de 2005 y 2007. También es árbitro de la Euroliga desde el año 2001, arbitrando algunas fases finales.

## Temporadas
| Categoría        | País      | Año               |
| ---------------- | --------- | ----------------- |
| Categorías bases | Eslovenia | 1986 - 1991       |
| Liga Eslovena    | Eslovenia | 2001 - Actualidad |
| FIBA             | Mundo     | 1995 - Actualidad |
| Euroliga         | Europa    | 2001 - Actualidad |